# Kinnie
«Кинни» (мальт. Kinnie) — безалкогольный газированный напиток. Был разработан в 1952 году на Мальте в качестве ответа на экспансию американских безалкогольных напитков («Кока-Колы» и др.). «Кинни» имеет тёмно-янтарный цвет, горьковато-сладкий вкус. Напиток «Кинни» назван так по основному ингредиенту — сорту горьких апельсинов «Кинотто» (Citrus myrtifolia), из которых он готовится с добавлением эфирных масел и специй (аниса, женьшеня, лакрицы, ревеня), всего из 18 компонентов. Точный рецепт держится в секрете. При производстве «Kinnie» используются только натуральные ингредиенты.
В 1985 году был представлен диетический вариант напитка, «Diet Kinnie». В 2007 году появился новый вариант низкокалорийного напитка, «Kinnie Zest'»', который имеет более тёмный цвет и более насыщенный вкус.
В 2009 году планировалось начать выпускать напиток в России, однако дальше договора о намерениях дело не пошло.
Аналогичный напиток, выпускаемый в Италии, известен под названием кинотто.